# Zuid-Afrikaanse aronskelkkikker
De Zuid-Afrikaanse aronskelkkikker (Hyperolius horstockii) is een kikker uit de familie rietkikkers (Hyperoliidae).
De soort werd voor het eerst wetenschappelijk beschreven door Hermann Schlegel in 1837. Oorspronkelijk werd de wetenschappelijke naam Hyla horstockii gebruikt. De wetenschappelijke naam wordt abusievelijk weleens met een enkele 'i' aan het eind geschreven. De soortaanduiding horstockii is een eerbetoon aan Hubertus B. van Horstock.

## Uiterlijke kenmerken
De Zuid-Afrikaanse aronskelkkikker wordt maximaal 6 centimeter lang. De kleur is bruin tot geelbruin met rode tenen en binnenzijde van de dijen die als schrikkleur dienen. Als de kikkers een predator zien naderen, springen ze weg waardoor de plotseling felle kleur een aanvaller soms doet twijfelen en de kikker kan ontsnappen. Kenmerkend is de zwarte 'rand' die soms geel omzoomd is langs de flanken tot de neuspunt.

## Algemeen
Het voedsel bestaat voornamelijk uit vliegen en muggen, maar andere kleine geleedpotigen worden ook gegeten. De Zuid-Afrikaanse aronskelkkikker komt endemisch voor in zuidelijk Zuid-Afrika.
De naam is te danken aan het feit dat deze kikkersoort uitsluitend leeft in de met water gevulde holtes in de bloem van de witte aronskelk (Zantedeschia aethiopica), een subtropische plant uit Zuid-Afrika. Er is zelfs sprake van symbiose; andere plantensoorten hebben gelijkwaardige poeltjes maar worden genegeerd. De habitat bestaat uit de oevers van grote poelen, meren en moerassen. Er is een voorkeur voor veel vegetatie zowel onder- als bovenwater voor de ontwikkeling van de kikkervisjes. De volwassen kikker is een typische klimmer die maar zelden op de bodem komt. De eieren worden afgezet in het water en aan onderwaterplanten bevestigd.